# Peter Holm (atlet)
 Der er flere personer med dette navn, se Peter Holm.
Peter Holm var en dansk atlet (kapgang) medlem af Sparta som 25. juli og 12. september 1897 i København satte verdensrekord på 50 km kapgang med tiderne 5:35.07 og 5:28.01.

## Danske mesterskaber
Denne liste er ufuldstændig; hjælp gerne med at udfylde den.
- 1901  Guld 1 mile gang 3:57.12,0